# West Orange (Teksas)
West Orange je grad u američkoj saveznoj državi Teksas. Prema popisu stanovništva iz 2010. u njemu je živjelo 3.443 stanovnika.